# Sandro Bolchi
Alessandro Bolchi (* 18. Januar 1924 in Voghera, Provinz Pavia; † 2. August 2005 in Rom) war ein italienischer Filmschaffender.

## Leben
Bolchi debütierte nach einem Studium der Geisteswissenschaften in Triest als Schauspieler; eine Tätigkeit, die er während der gesamten 1950er Jahre ausübte. Dabei war er auch Gründer des kurzlebigen La Soffitta in Bologna und firmierte als Drehbuchautor für zwei Spielfilme, seit 1956 auch für das Fernsehen. In diesem Medium war er bis Mitte der 1990er Jahre an zahlreichen Meilensteinen beteiligt, auch als Regisseur. Gelegentlich arbeitete er auch für das Kino; so produzierte er zwei Filme von Mario Lanfranchi und führte beim Dokumentarfilm L'altro sud Regie.

## Filmografie (Auswahl)
- 1967: Del vento tra i rami del sassofrasso (Fernsehfilm) (Regie, Drehbuch)
- 1967: I promessi sposi (Fernseh-Miniserie) (Regie, Drehbuch)
- 1968: Django – Unbarmherzig wie die Sonne (Sentenza di morte) (Produktion)
- 1969: I fratelli Karamazov (Fernseh-Miniserie) (Regie)
- 1972: I demoni (Fernseh-Miniserie) (Regie)
- 1973: Puccini (Fernseh-Miniserie) (Regie, Drehbuch)
- 1974: Anna Karenina (Fernseh-Miniserie) (Regie)
- 1974: L'altro sud (Dokumentarfilm) (Regie)
- 1979: Bel Ami (Fernseh-Miniserie) (Regie)
- 1988: La coscienza di Zeno (Fernseh-Miniserie) (Regie)